# 岡﨑勝至
岡﨑 勝至（おかざき かつし）は、日本の歯科医師、医学博士。
2022年から東京歯科大学臨床准教授就任。
株式会社Dental Predictionの最高学術主任を務める。

## 経歴
1987年 - 愛知学院大学歯学部 卒業。2002年 - 愛知医科大学医学博士課程（解剖学） 修了。
2007年 - ミネソタ大学客員研究員（Development and Surgical Sciences）。2010年 - ニューヨーク大学歯学部歯内療法インターナショナルプログラム卒業。2012年 - ニューヨーク大学歯学部大学院卒業。2021年 - 株式会社Dental Prediction最高学術主任就任。

## 所属学会
- 米国歯科医師会 (American Dental Association)
- 米国歯内療法専門医学会 (American Association of Endodontists)
- 日本歯内療法学会

## 実績
株式会社Dental Predictionの最高学術主任として、大手通信会社などの5G技術を活用し、遠隔による多国間の診療・研究を主導。